# クリミアゴート族
クリミアゴート族（クリミアゴートぞく）は、黒海周辺の土地、それもクリミア半島にとどまったゴート族のこと。ゴート族の中では最も弱く、最も無名であったが、皮肉にも、ゴート族の社会において最も長く存続した。

## 概要
クリミアゴート族は、ドロス（後のマングプ・カレ）周辺を牙城に存在し続け（en:Metropolitanate of Gothia）、1500年代にクリミア・ハン国に組み込まれるまでの間、族長が東ローマ帝国、ハザール、ジョチ・ウルス、蒙古、ジェノヴァ共和国などの列強に忠勤を誓った。
他のゴート族と同じく当初はアリウス派を奉じていたが、500年代までには完全にギリシャ正教に鞍替えした。8世紀にゴート人主教イオアンニスは、ハザールの専制に対して叛旗を翻したが、失敗している。
クリミアゴート族の多くはギリシャ語の話者であったため、コンスタンティノープルの政府から「ゴティア Gothia」と呼ばれた。しかしながらこの地域の、遅くとも1500年代のクリミアゴート語の文書が現存しており、1700年代までクリミアゴート族社会は無傷のまま存続し続けた。18世紀後半にエカチェリーナ2世によって多くの部族民が強制退去させられ、クリミアゴート語は1800年代までに死語となった。
ロシア南部の、いわゆるヴォルガドイツ人はクリミアゴート族ではない。ヴォルガドイツ人の言語は西ゲルマン語群であったのに対して、ゴート語は東ゲルマン語群に属していた。